# Gubbängens församling (Jesu Kristi Kyrka av Sista Dagars Heliga)
Jesu Kristi Kyrka är en mormonförsamling i Gubbängen och är en del av Jesu Kristi Kyrka av Sista Dagars Heliga. Församlingen grundades under 1960-talet och är det första och största kapellet i Sverige.
Det finns över 600 medlemmar i Gubbängens församling, detta innebär att församlingen har högst medlemsantal av alla församlingar i kyrkan i Europa. Församlingens gränser sträcker sig över sydöstra Stockholm där kommunerna Stockholm, Nacka, Tyresö, Värmdö och Huddinge (östra delen) är inkluderade.

## Historia
Det första kapell som byggdes från grunden under Jesu Kristi Kyrkas mer än sekellånga verksamhet i landet var kapellet i Gubbängen i södra Stockholm. Det var från början avsett från Stockholms södra gren men bytte senare tillhörighet till Stockholms norra stav. I flera år hade medlemmarna av Stockholms södra gren odlat potatis på kyrkans mark i Botkyrka, haft basarer och gjort många donationer för att samla in pengar till kyrkans 20-procentiga andel av kostnaderna. Anskaffandet av en lämplig tomt var problematiskt, myndigheterna erbjöd tomter i avsevärt sämre lägen, men kyrkans ledare ansåg att tomten på Gubbängsvägen var den absolut bästa att bygga ett kapell på.

## Kapellet

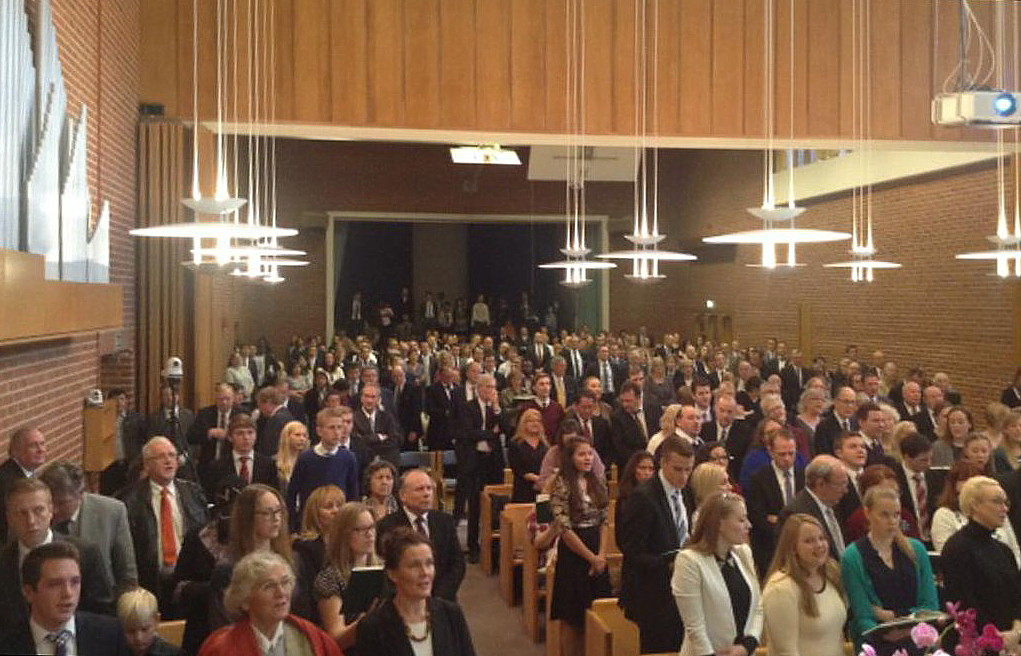
Gudstjänst i Gubbängens församling.

Det första spadtaget till kapellet togs år 1962 av Bo Wennerlund (som för övrigt var distriktsledare på den tiden) och Bertil Johansson och byggnaden tog tre år att bygga. Arkitekt var Sten Ramel och byggherre var Jesu kristi kyrka av sista dagars heliga. Totalt arbetade kyrkans medlemmar 16 000 timmar frivilligt för att få sitt första svenska byggda kapell klart. Byggnaden är grönklassad av Stadsmuseet i Stockholm vilket innebär att den anses vara ”särskilt värdefull från historisk, kulturhistorisk, miljömässig eller konstnärlig synpunkt”.
Kapellet består av en hög volym i mitten flankerad av två lägre volymer samt ett lågt entréparti. Byggnaden har tre våningar och är uppfört i rött tegel. På fasader mot öster och väster finns smala och höga indragna partier i fasaden i vilka fönster är placerade. Huvudentré är indragen under ett tak med kraftig kopparklädd framkant. Den ursprungliga pardörren av teak med sidoljus är bevarad. 
Efter invigningen 1965 har kapellet genomgått två omfattande renoveringar. Den första omfattande renoveringen skedde år 2015 och innebar att taken och elektriciteten moderniseras. Kapellets sporthall fick även tydligare färger. Under renoveringen våren 2015 blev församlingens medlemmar hänvisade att utföra sina gudstjänster i Hägerstens församling.
Den andra omfattande renoveringen skedde mellan hösten 2018 och vintern 2019. Denna renovering innebar att golven och kapellbänkarna moderniserades. Kapellets bänkar i församlingens sakramentssal fick en ny färg samt ryggstöd i form av en kudde. Kapellets golv fick gråfärgade stenplattor och är idag den dominerade golvtypen i byggnaden.
Gubbängens kapell har en mötesplats tillsammans med en sporthall. Kapellet innehåller även ett släktforskningscenter, där medlemmar får släktforska.
Busshållplatsen till kapellet kallas Kyrkan och trafikeras av buss 903 från SL.

### Bilder

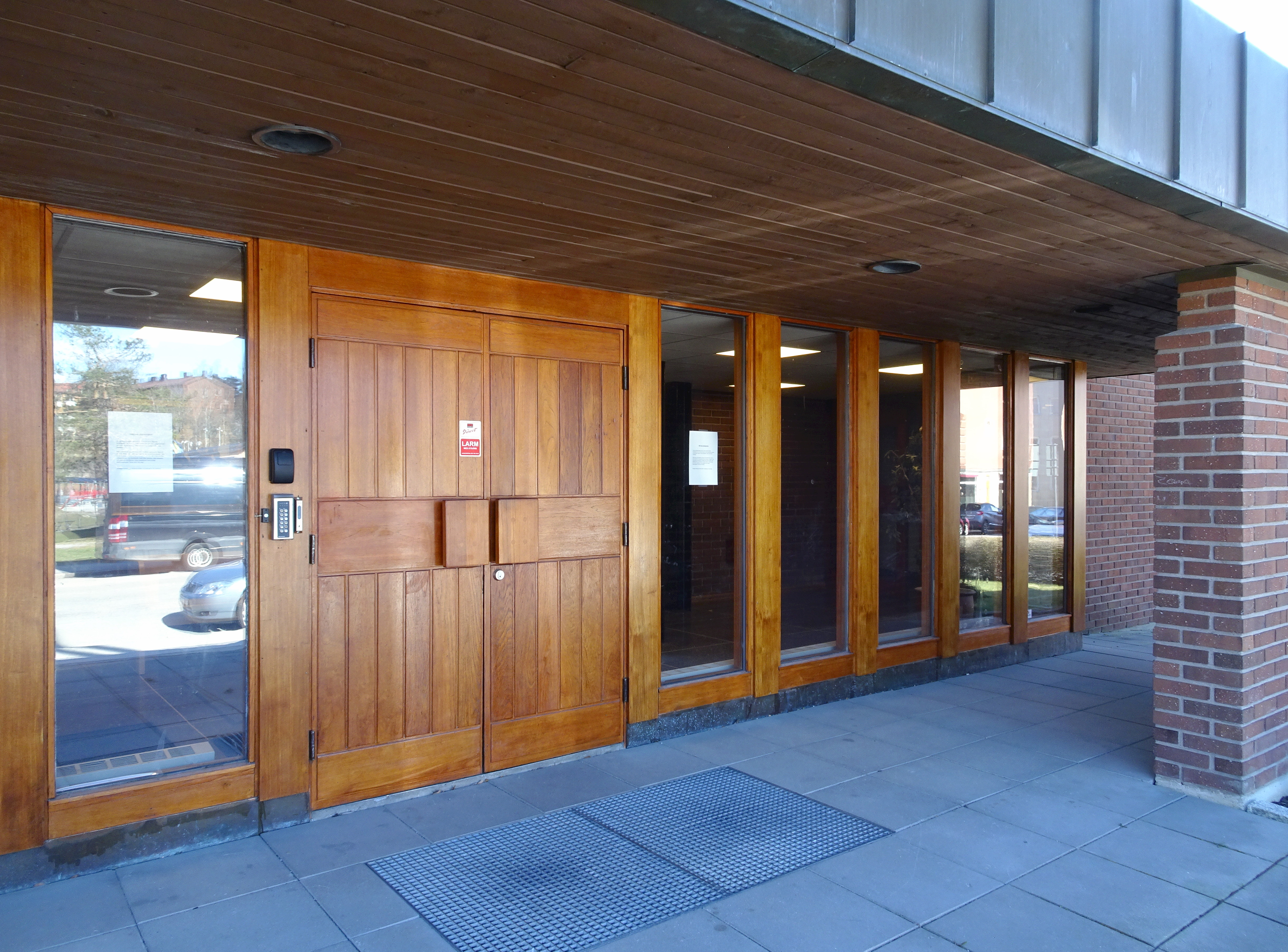
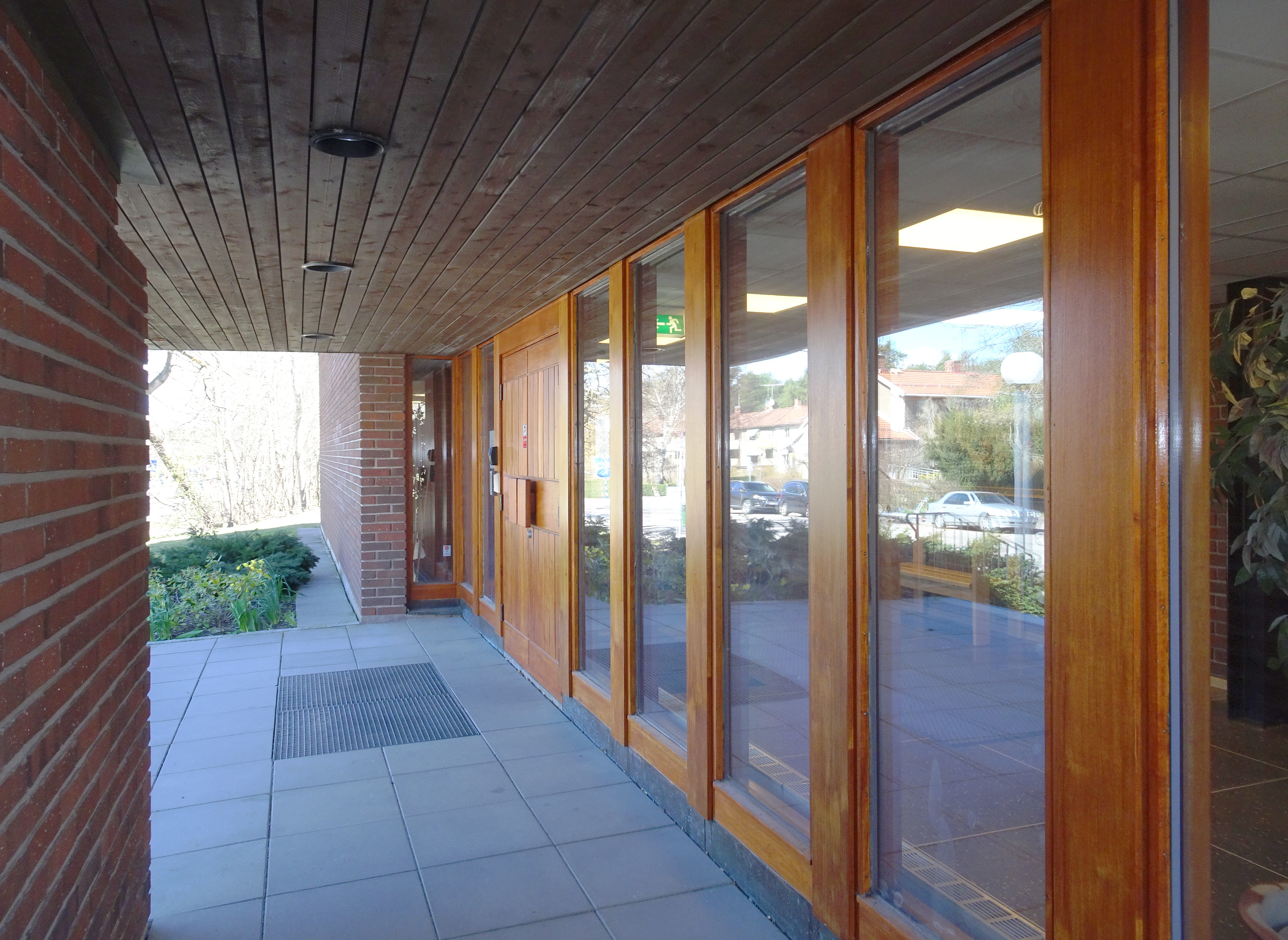
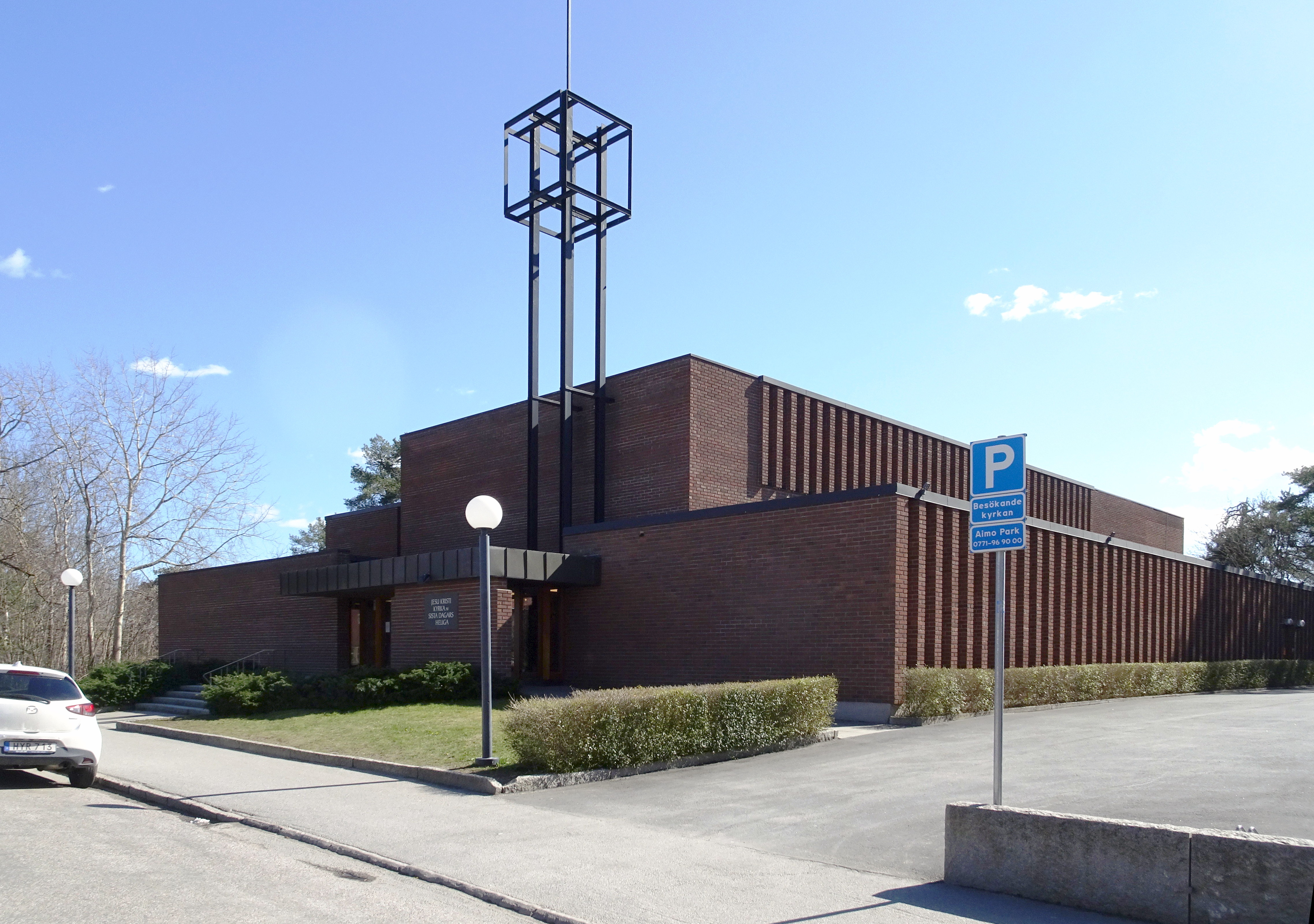
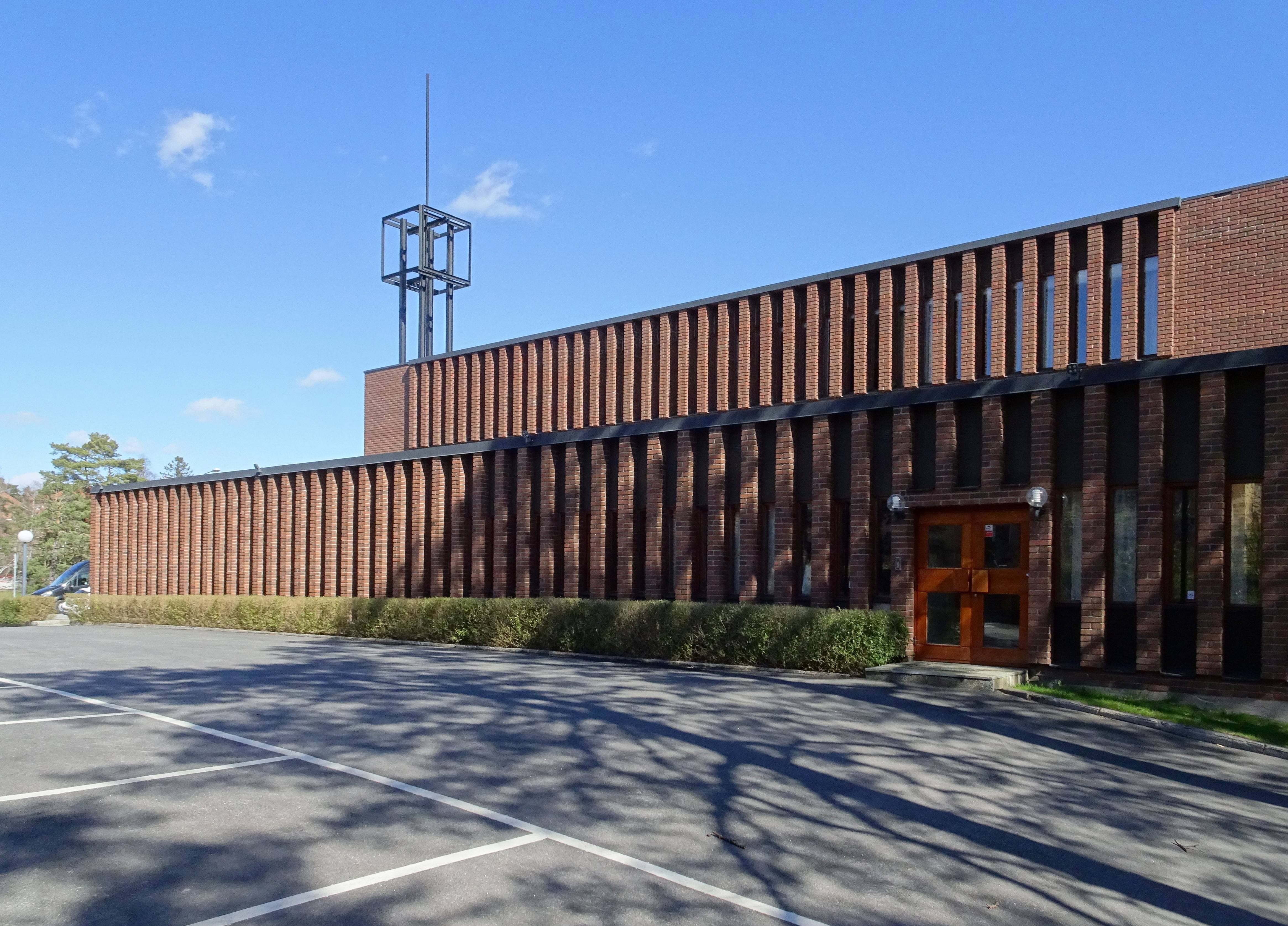